# Muon g-2

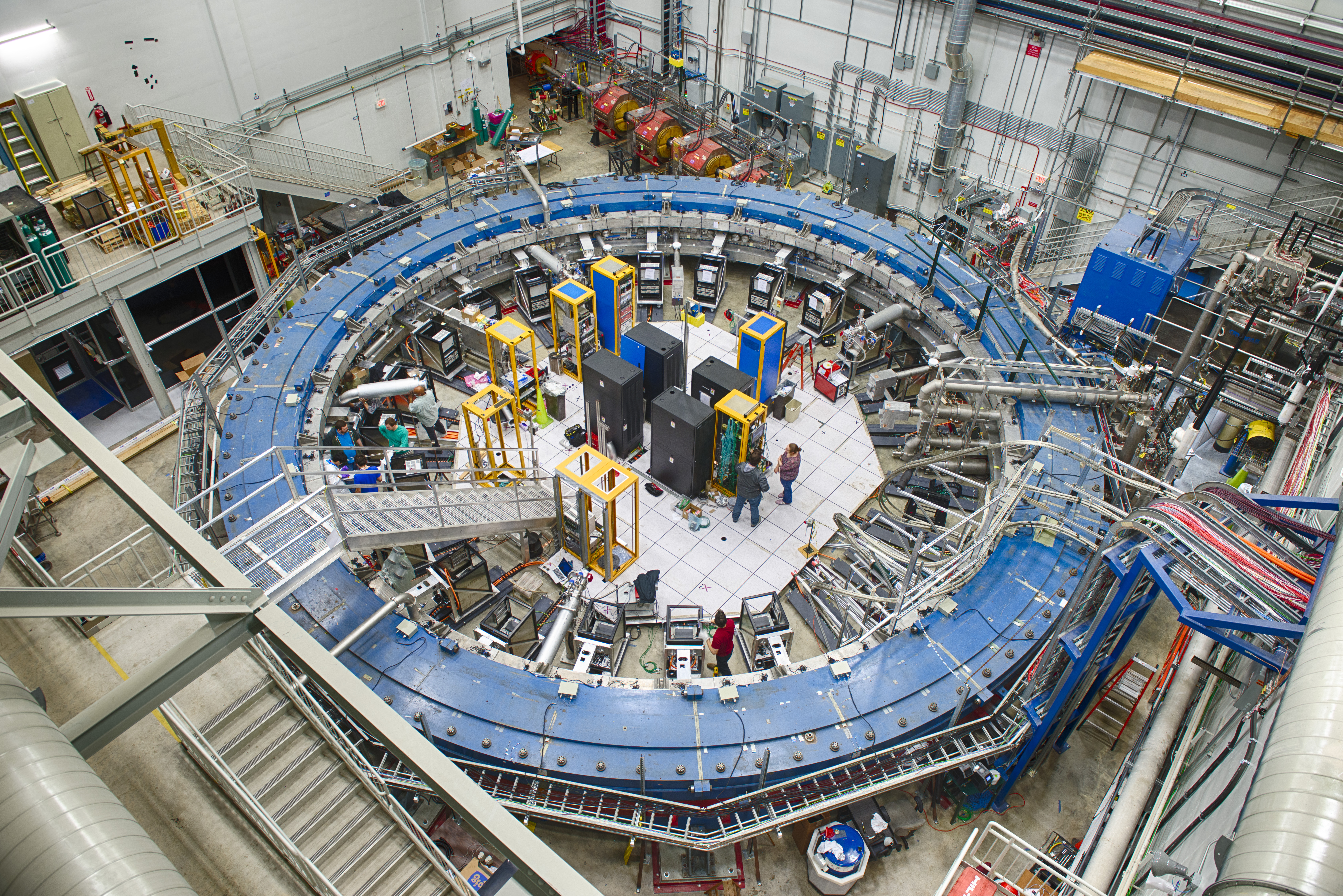
Накопительное кольцо в Фермилабе для эксперимента Muon g − 2, который изначально разрабатывался для брукхевенского эксперимента g − 2. Выбранная геометрия магнитов позволяет создать очень однородное магнитное поле в кольце.

Muon g-2 (E989, Muon g − 2, произносится как «мюон джи минус два») — эксперимент по физике элементарных частиц, поставленный в Фермилабе с целью измерения аномального магнитного момента мюона с точностью до 0,14 ppm. Такая точность позволяет считать этот эксперимент одним из самых чувствительных тестов для предсказаний Стандартной модели.
Мюон, как и его более лёгкий аналог — электрон, ведёт себя как крошечный магнит.
Скорость вращения спина во внешнем магнитном поле определяется g-фактором мюона. Эту скорость вращения косвенно измеряют в эксперименте Muon g − 2.
Значение g-фактора мюона немного превышает 2, что отражено в названии эксперимента. Малое отличие от 2 (его «аномальная» часть) вызвано флуктуациями вакуума, влияние которых вычисляются методами теории возмущений квантовой теории поля. Измеряя величины g − 2 с высокой точностью и, сравнивая его значение с предсказанным теоретическим значением, можно выяснить, насколько хорошо эти величины согласуются между собой. Отклонение экспериментального значения от предсказаний Стандартной модели указывало бы на существование ещё неоткрытых частиц или неизвестной силы.
9 июля 2023 года коллаборация Muon g-2 завершила наработку экспериментальных данных, продолжавшуюся шесть лет. Первые результаты, полученные после обработки данных первого года работы, были опубликованы 7 апреля 2021 года. Учёные сообщили, что результаты исследований мюонов отличаются от предсказаний Стандартной модели и, соответственно, могут потребовать пересмотра существующей модели элементарных частиц. Результаты первых трёх лет сбора данных коллаборация опубликовала в августе 2023 года. Окончательные результаты, основанные на статистике за полные шесть лет измерений, были представлены в июне 2025 года, дав новое среднемировое значение aμ = 0,001165920705 ± (114). 

## История

### ЦЕРН

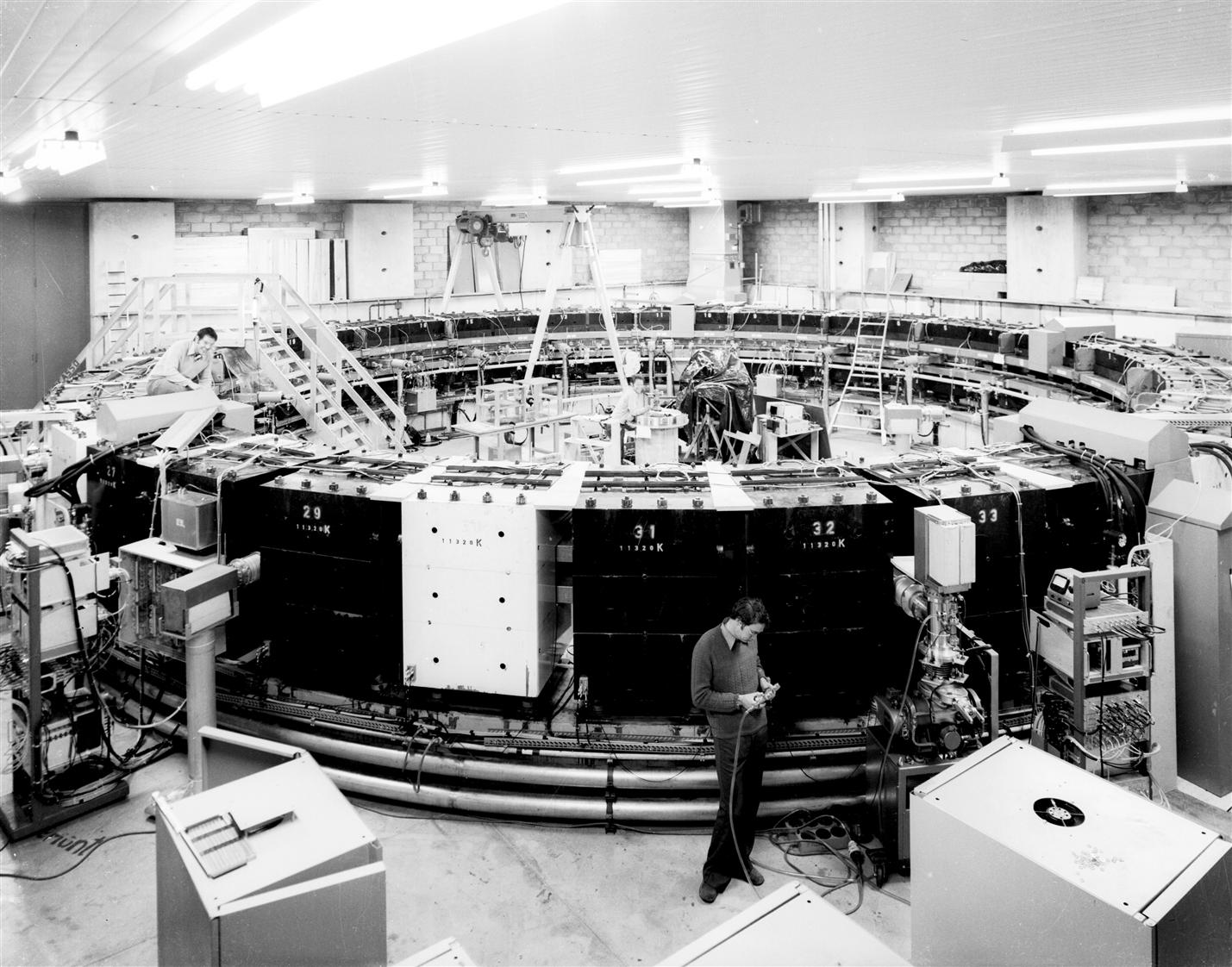
Накопительное кольцо для эксперимента Muon g − 2 в ЦЕРНе.

Первый эксперимент Muon g − 2 стартовал в ЦЕРНе в 1957 году по инициативе Л. Ледермана. Группа из шести физиков организовала проведение этого опыта на синхроциклотроне в ЦЕРНе. Опубликованные в 1960 году первые результаты согласовались с теоретическим значением в пределах 10 % точности. Этот вклад согласовался также с вычисленным Д. Швингером вкладом в гиромагнитное отношение для электрона флуктуаций вакуума в квантовой электродинамике. g-фактор принято записывать в виде {\displaystyle g=2(1+a)}, где 2 — значение, предсказанное для дираковского фермиона, a — аномальный магнитный момент. Оказалось, что для лёгкого электрона теория хорошо согласуется с экспериментом, но для более тяжёлого мюона, вклад других взаимодействий в значение g-фактора увеличен в 43000 раз. Поэтому точное измерение этого параметра позволяет исследовать даже неизвестные взаимодействия за пределами Стандартной модели. Последующие эксперименты (CERN I) подтвердили предсказания квантовой электродинамики с точностью 0,4 %.
Второй эксперимент (CERN II), начатый другой группой в 1966 году, проводился на протонном синхротроне в ЦЕРНе, а полученные результаты оказались в 25 раз точнее предыдущих и показали несоответствие между экспериментальными значениями и теоретическими, что потребовало от физиков улучшения их теории.
Окончательные результаты третьего эксперимента (CERN III), начатого в 1969 году, представили в 1979 году подтвердив тем самым теорию с точностью 0,00073 %. Точность этих измерений также позволила увидеть влияние сильных взаимодействий на гиромагнитное отношение.
В первых экспериментальных установках были отработаны технологии и методы для измерений аномального магнитного момента мюона, которые использовалась в последующих опытах. Соединённые Штаты взяли на себя проведение эксперимента Muon g − 2 в 1984 году.

### Брукхейвенская национальная лаборатория
Следующая стадия исследований типа Muon g − 2 проводились в Брукхейвенской национальной лаборатории (BNL) с использованием протонного синхротрона AGS для генерации пучка мюонов; эксперимент получил название E821, но его также называли «мюонным экспериментом в БНЛ». Подготовка к эксперименту Muon g − 2 в Брукхейвене проходила с 1989 по 1996 год, а данные для анализа поступали с 1997 по 2001 год.
В новом опыты использовались методы, аналогичные последнему из экспериментов в ЦЕРНе, с целью двадцатикратного повышения точности. Техника включала циркуляцию мюонов с энергией 3,094 ГэВ в однородном магнитном поле и наблюдение разницы прецессии спина мюона и частоты вращения посредством регистрации электронов при распадах мюонов. Повышение точности обеспечивалось в первую очередь более интенсивным (на два порядка) чем в ЦЕРНе пучком. Другим преимуществом был способ накопления мюонов после их инжекции в накопительном кольце, тогда как в предыдущих экспериментах в ЦЕРНе в кольцо инжектировались пионы, из которых лишь небольшая часть распадалась на мюоны.
В эксперименте также использовались гораздо более однородное магнитное поле для накопительного кольца, создаваемое сверхпроводящей обмоткой; сверхпроводящий магнит-инфлектор, для инжекции пучка в накопительное кольцо; быстрый мюонный кикер для отклонения инжектированных мюонов на равновесную орбиту. Для повышения однородности магнитного поля применялись набор элементов для пассивного шиммирования и система плоских корректирующих обмоток для активного шиммирования. Точным ЯМР-методом измерялось распределения магнитного поля. Тележка с установленными в ней ЯМР-датчиками позволяла картографировать магнитное поле в вакуумной камере.
В эксперименте использовались данные с положительно и отрицательно заряженными мюонами в период с 1997 по 2001 год. Финальное значение aμ = (g − 2)/2 = 1 1659 208,9(5,4)(3,3) ×  10−10 получено путём объединения согласованных с одинаковой точностью результатов для мюонов и антимюонов.

### Фермилаб
Фермилаб продолжает эксперимент по измерению аномального магнитного момента мюона, проведённый в Брукхейвене. В лаборатории, которая приобрела оборудование из Брукхейвена, использовался пучок мюонов более интенсивный и более чистый, так как он имеет пренебрежимо малое загрязнением адронами, но присутствуют позитроны. Цель нового эксперимента состоит в более точном измерении, которое либо устранит несоответствие между результатами Брукхейвена и предсказаниями теории, либо подтвердит его как экспериментально наблюдаемый пример физики за пределами Стандартной модели.
К октябрю 2016 года магнит тщательно настроили (шиммировали) для создания очень однородного магнитного поля. Это привело к трёхкратному снижению общей неоднородности поля, что важно для повышения точности измерений. В апреле 2017 года коллаборация подготовила эксперимент к первому тестовому запуску с пучком протонов — для калибровки детекторных систем. Магнит получил первый пучок мюонов на новом месте 31 мая 2017 года. Сбор данных планировалось завершить до 2020 года.
7 апреля 2021 года были опубликованы результаты первого сезона работы: aμ = 0,00116592040 ± (54). Новые среднемировые экспериментальные результаты, объявленные коллаборацией Muon g − 2 для g-фактора: 2,00233184122 ± (82), и для аномального магнитного момента: 0,00116592061 ± (41). Объединённые результаты Фермилаба и Брукхейвена показывают разницу с теорией на уровне значимости 4,2 σ (стандартное отклонение), чуть меньше 5 σ, которое требуется в физике элементарных частиц, чтобы заявить об открытии, но всё же является достаточно убедительным доказательством новой физики. Вероятность того, что статистическая флуктуация приведёт к таким же результатам, составляет примерно 1 к 40 000.
Сбор данных завершился 9 июля 2023 года, когда коллаборация отключила мюонный пучок, завершив эксперимент после шести лет накопления статистики. Эксперимент Фермилаба достигнет своего окончательного, наиболее точного измерения магнитного момента мюона, как только учёные включат в свой анализ данные за все шесть лет наблюдений, а планируют завершить совместную работу и опубликовать финальные результаты в 2025 году.
8 августа 2023 года были опубликованы результаты 2-го и 3-го сезонов (включая 1-й сезон, то есть первых трёх лет сбора данных) измерений, дающие новое среднемировое значение aμ = 0,00116592059 ± (22), что сократило погрешность в два раза по сравнению с предыдущими результатами. Полученное экспериментальное значение на 5,1 σ отличается от предсказания Стандартной модели 2020 года, хотя оно отличается всего примерно на 1 σ от другого предсказания, полученного в результате расчётов методом КХД на решётке. Поэтому расхождение между экспериментом и теорией находится в стадии дальнейшего изучения. Ожидается, что окончательный результат, который будет опубликован в 2025 году, окажется в два раза точнее, чем результат 2023 года.

## Теория магнитных моментов

Однопетлевая поправка порядка, где α — постоянная тонкой структуры, к магнитному моменту фермиона.

Магнитные моменты атомов открыли в 1921 году в ходе опыта Штерна — Герлаха. Позже благодаря работам Д. Уленбека и С. Гаудсмита в 1926 году и Р. Фрейзера (англ. Ronald G. J. Fraser) в 1927 году, это явление связали со спином электрона. Магнитный момент μ элементарной частицы с массой m и зарядом q связан с её спином s соотношением
{\displaystyle {\boldsymbol {\mu }}=g{\frac {q\hbar }{2m}}{\textbf {s}}\,,}
где g — гиромагнитное отношение, ħ — постоянная Планка. Для электрона и мюона g = 2, что следует из уравнения Дирака.
Впоследствии оказалось, что g-фактор заряженного лептона (электрона, мюона или тау-лептона) отличается от 2. Это отличие называют «аномальной» частью, и она зависит от типа лептона. Достаточно точно её можно вычислить на основе современной версии Стандартной модели физики элементарных частиц. Измерения g-фактора электрона находятся в прекрасном согласии с этим расчётом. В Брукхейвенском эксперименте исследовался g-фактор для мюонов, что оказалось технически гораздо более сложной процедурой из-за их короткого времени жизни. Обнаружилось заметное, но не окончательное несоответствие между измеренным значением и предсказанием Стандартной модели.
Получение теоретического значения g-фактора мюона из Стандартной модели чрезвычайно сложная задача, и для её решения существует несколько различных подходов. Основная трудность этих расчётов заключается в том, что на их величину влияют виртуальные адроны. Вклад электромагнитного взаимодействия в аномальный магнитный момент мюона самый большой. Теория возмущений даёт простой метод учёта диаграмм до любого порядка малости, но принято ограничиваться пятым порядком по {\displaystyle \alpha /\pi }, поскольку количество диаграмм быстро растёт с увеличением порядка теории возмущений: в первом порядке — одна диаграмма (на рисунке), во втором — 9, в третьем — более 100, в четвёртом — более 1000, а в пятом — несколько десятков тысяч. Вклад сильных взаимодействий оказался на четыре порядка меньше вклада электромагнитных взаимодействий, но точность измерений уже существенна для учёта этого вклада. Вклад электрослабого взаимодействия ещё в 50 раз меньше, но его также нужно учитывать.
Трудности с расчётом адронного вклада возникают в связи неприменимостью теории возмущений при малых энергиях. Один из способов обойти эти ограничения заключается в использовании дисперсионных соотношений, которые помогают в вычислениях. Адронный вклад зависит от различных каналов превращения электрон-позитронной пары в адроны, которые могут быть измерены экспериментально. В 2020 году группа Инициатива по теории g-2 мюона (англ. Muon g-2 Theory Initiative) опубликовала вычисленное консенсусное значение g-фактора мюона, основанное на пертурбативных методах. Для расчёта адронного вклада нужно точное знание сечений всех каналов аннигиляции электрон-позитронной пары в адроны во всём диапазоне энергий, однако наиболее важен диапазон до нескольких ГэВ, где определяющее сечение имеет канал e−
e+
 → π+
π−
. В разное время проводились или проводятся несколько экспериментов для его измерения: KLOE, BaBar, BES III, СНД и другие. В феврале 2023 года коллаборация детектора КМД-3, набирающего данные на коллайдере ВЭПП-2000, представила новые результаты измерения сечения аннигиляции e−
e+
 → π+
π−
, которые противоречат результатам коллабораций KLOE и BaBar, но значительно корректируют значение R-отношения — нормированного полного сечения рождения адронов, и основанное на нём теоретическое значение g − 2 в сторону согласия с экспериментальным значением. Только экспериментальных исследований процесса аннигиляции электронно-позитронной пары в адроны недостаточно для полного определения адронного вклада, поскольку в следующих порядках теории встречается вклад рассеяния света на свете, который нельзя связать с дисперсионными соотношениями. В Большом адронном коллайдере не обнаружено никаких новых частиц в диапазоне энергий от 100 до 200 ГэВ, что мотивирует стремление нивелировать расхождение в аномальном магнитном моменте мюона между теорией и экспериментом более точными измерениями сечений реакции аннигиляции электрон-позитронной пары в адроны.
Не используя экспериментальные результаты, различные адронные вклады в аномальным магнитный момент можно рассчитывать используя вычисления КХД на решётке. В 2021 годе коллаборация Будапешт — Марсель — Вупперталь (BMW) представила результаты расчётов g-фактора методом КХД на решётке, который находился между экспериментальным значением, полученным в Фермилабе, и теоретическим значением, рассчитанным группой Инициатива по теории g-2 мюона. Последующие работы группы Coordinated Lattice Simulations (CLS) и European Twisted Mass Collaboration (ETMC) приблизились к теоретическому значению, предполагая, что в используемых Фермилабом оценках R-отношения и адронной поляризации вакуума могут оказаться систематические ошибки.
Оценку, основанную на экспериментальных данных, для вклада легких (u и d) кварков без нарушения изоспинной симметрии в так называемое промежуточное окно вклада поляризации адронного вакуума в аномальный магнитный момент мюона получили в работе, основываясь на рассчёте методом КХД на рёшетке и использующих экспериментальные данные феноменологических подходах. Вклад поляризации адронного вакуума является одним из наиболее сложных для расчёта компонентов аномального магнитного момента мюона в Стандартной модели. Оценка этого вклада составляет (198,8 ± 1,1) × 10−10 и находится в значительном противоречии (от 3,3 до 6,1 стандартных отклонений) с восемью предыдущими прецизионными расчётами КХД на решётке различными коллаборациями.

## План

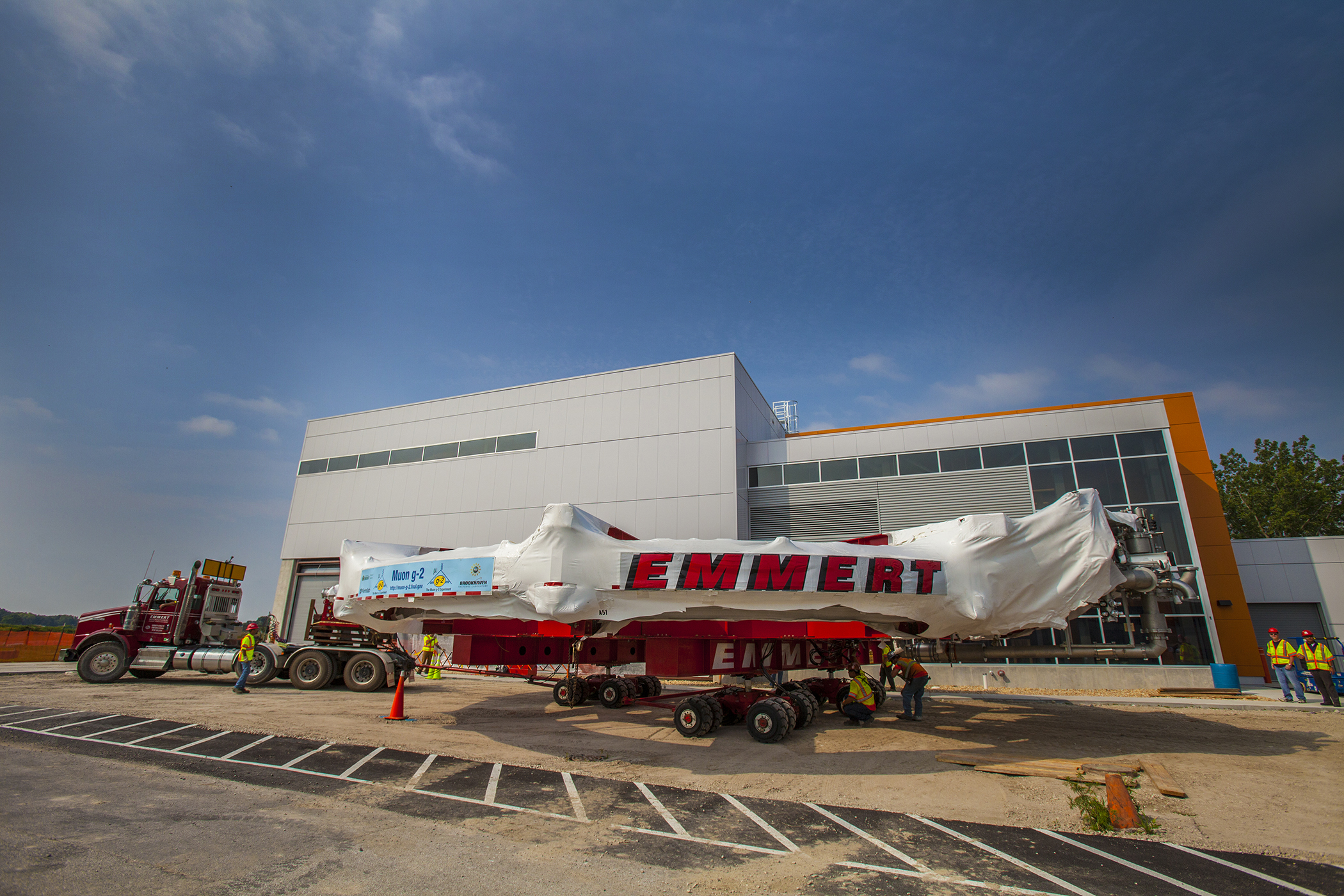
Накопительное кольцо для эксперимента Muon g − 2 прибывает в конечный пункт назначения — экспериментальный зал (MC1) в Fermilab – 30 июля 2014 года

### Магнит
Центральное место в эксперименте занимает кольцевой сверхпроводящий магнит диаметром 50-футов (15 м), обладающий исключительно однородным магнитным полем, который используется в качестве накопительного кольца. Летом 2013 года его перевезли в неповреждённом виде в Фермилаб из Брукхейвена на Лонг-Айленде, штат Нью-Йорк. Он преодолел 3200 миль (5100 км), что заняло свыше 35 дней. Его водная часть пути в основном состояла из путешествия на барже вниз вдоль восточного побережья с использованием морского буксира до Нового Орлеана и через иллинойсский водный путь на речном буксире до Лемонта, штат Иллинойс. Начальный и последний этапы проходили на специальном грузовике, передвигавшемся по закрытым автомагистралям в ночное время.

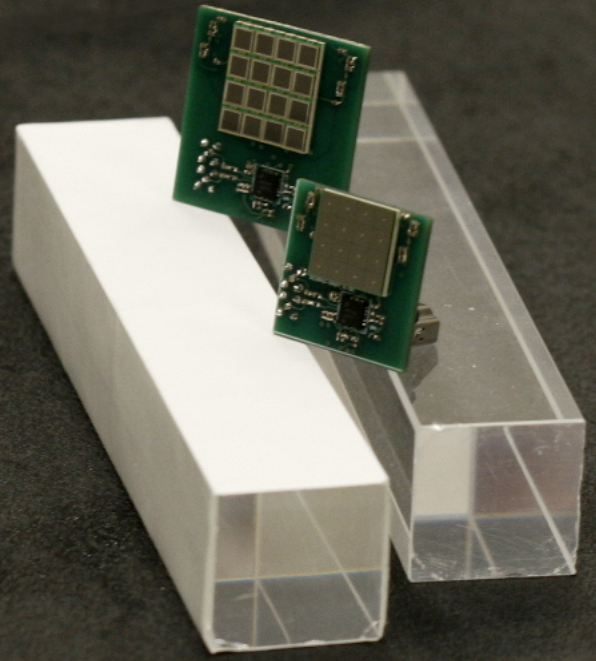
Образцы 25 мм × 25 мм × 140 мм кристаллов PbF2 (неизолированные и завёрнутые в бумагу Millipore) изображены вместе с 16-канальным монолитным кремниевым фотоумножителем (Hamamatsu SiPM).

### Пучок
Пучок протонов из линейного ускорителя попадает в бустер, где ускоряется до энергии 8,89 ГэВ. Для создания более интенсивного пучка и нарезки его на насколько сгустков используется накопительное кольцо (Рециклер, англ. Recycler). После этого пучок попадает в массивную мишень из инконеля 600, где происходит превращение протонов в пионы, энергия который составляет около 3,1 ГэВ. Для получения антимюонов следует подождать, пока большая часть пионов распадётся, что происходит в кольце доставки мюонов (англ. Muon Delivery Ring), напоминающем треугольник со сглаженными углами, что также позволяет избавиться от более тяжёлых протонов. Получившийся пучок антимюонов направляется в накопительное кольцо, где проводится эксперимент Muon g − 2.

### Магический импульс
В эксперименте используются поляризованные по спину положительно заряженные мюоны (антимюоны), которые инжектируются в накопительное кольцо с однородным магнитным полем. Аномальный магнитный момент мюона определяется по аномальной частоте прецессии {\displaystyle {\boldsymbol {\omega }}_{a}}, которая равна разности между частотой прецессии спина {\displaystyle {\boldsymbol {\omega }}_{s}} и циклотронной частотой {\displaystyle {\boldsymbol {\omega }}_{c}}:
{\displaystyle {\boldsymbol {\omega }}_{a}={\boldsymbol {\omega }}_{s}-{\boldsymbol {\omega }}_{c}=-{\frac {q}{m}}\left[a_{\mu }{\textbf {B}}-a_{\mu }\left({\frac {\gamma }{\gamma +1}}\right)({\boldsymbol {\beta }}\cdot {\textbf {B}}){\boldsymbol {\beta }}-\left(a_{\mu }-{\frac {1}{\gamma ^{2}-1}}\right){\frac {{\boldsymbol {\beta }}\times {\textbf {E}}}{c}}\right]\,,}
где {\displaystyle {\textbf {E}}} — электрическое поле, {\displaystyle {\textbf {B}}} — магнитное поле, {\displaystyle c} — скорость света, {\displaystyle q} — заряд мюона, {\displaystyle m} — масса мюона, {\displaystyle {\boldsymbol {\beta }}} — скорость мюона, {\displaystyle a_{\mu }} — аномальный магнитный момент, {\displaystyle \gamma } — гамма-фактор. Пучок мюонов движется по окружности в однородном магнитном поле, направленным перпендикулярно плоскости орбиты, поэтому {\displaystyle ({\boldsymbol {\beta }}\cdot {\textbf {B}})=0}. Кроме того, при выборе импульса мюонов (этот магический импульс равен 3,094 ГэВ/c), при котором выполняется равенство {\displaystyle 1/(\gamma ^{2}-1)=a_{\mu }}, а полученная разница частот упрощается
{\displaystyle {\boldsymbol {\omega }}_{a}=-a_{\mu }{\frac {q{\textbf {B}}}{m}}\,.}
Эта величина напрямую связана с аномальным магнитным моментом, чья точность также зависит от однородности магнитного поля.

### Детекторы
Измерение магнитного момента осуществляется 24 электромагнитными калориметрическими детекторами, которые равномерно распределены на внутренней стороне вакуумной камеры. Калориметры измеряют энергию и время прихода (относительно времени инжекции) позитронов (и их количество) от антимюонного распада в накопительном кольце. Для мюонов будут наблюдаться электроны. После распада антимюона на позитрон и два нейтрино у позитронов остаётся меньше энергии, чем у исходного антимюона. Магнитное поле закручивает его траекторию на внутренние стенки накопительного кольца, где он попадает на сегментированный калориметр из фторида свинца (II) (PbF2), сигнал с которого считывается кремниевыми фотоумножителями.
Трековые детекторы (детекторы на основе тонкостенных дрейфовых трубок) регистрируют профиль антимюонного пучка. Наклон плоскости прецессии мюона может свидетельствовать о радиальной или продольной составляющей магнитного поля или о постоянном электрическом дипольном моменте мюона, что напрямую влияет на измерение частоты прецессии.

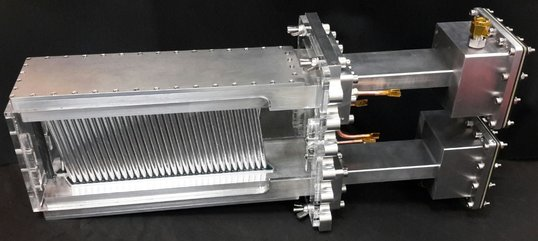
Показан один ряд 32 строу-трубок (часть строу-трекера). Строу-трубка (длина 100 мм, а диаметр 5 мм) действует как ионизационная камера, заполненная аргоном: этаном в соотношении 1:1, с центральным катодом под напряжением +1,8 кВ.

### Аномальная частота прецессии
Если при распаде пионов π+
 → μ+
 + ν
μ выбрать антимюоны с максимальной энергией в области с магическим импульсом, то итоговый пучок получится поляризованным. Это происходит из-за корреляции направления ориентации спина и импульса вылетающих частиц (спин и импульс сонаправлены). Прецессия спина мюона будет давать вклад в энергетический спектр позитронов поскольку из-за слабого распада с нарушением чётности μ+
 → e+
 + ν
e + ν
μ, в системе покоя антимюона позитроны высокой энергии испускаются преимущественно в направлении спина мюона. Поэтому аномальная частота прецессии будет влиять на количество зарегистрированных позитронов высокой энергии. Если обозначить N(t) — число высокоэнергетичных позитронов, наблюдаемых детекторами, то их количество определяется выражением
{\displaystyle N(t)\approx N_{0}e^{t/\tau }\left[1+A\cos(\omega _{a}t+\phi )\right]\,,}
где N0 — нормировочный множитель, {\displaystyle \tau } — замедленное время жизни мюона, A — асимметрия распада мюона, φ — начальная фаза g−2. Измерение количества распадов антимюонов во времени позволяет определить аномальный магнитный момент мюона.

### Магнитное поле
Для измерения магнитного момента с точностью до миллиардных долей требуется, чтобы неоднородность среднего магнитного поля не превышало эту же величину. Цель эксперимента Muon g − 2 заключается в достижении уровня неопределённости для аномальной частоты прецессии 70 млрд−1, усреднённые по времени и распределению мюонов. Равномерное поле с индукцией 1,45 Т создаётся в накопительном кольце с помощью сверхпроводящей обмотки, в то время как полюса и ярмо магнита остаются при комнатной температуре. Значение поля регулярно (раз в 3 дня) картографируется без выключения магнитного поля по всему кольцу с помощью мобильной тележки с 17 ЯМР-датчиками, расположенной внутри вакуумной камеры. Внешние 378 ЯМР-датчиков, закреплённые сверху и снизу вакуумной камеры вдоль окружности в 72 точках, позволяют измерять магнитное поле во время эксперимента. Калибровка датчиков проводится по ларморовской частоте протона в сферическом образце воды при эталонной температуре (34,7 °C) и перекрёстно откалиброван с использованием нового гелий-3 магнитометра.

### Получение данных
Важным компонентом эксперимента является система сбора данных (DAQ), которая управляет потоком данных от электроники детектора. Для эксперимента требуется получать необработанные данные со скоростью 18 ГБ/с. Это достигается за счёт использования архитектуры параллельной обработки данных с использованием 24 высокоскоростных графических процессоров (NVIDIA Tesla K40) для обработки данных с 12-битовых АЦП. Установка управляется программным обеспечением MIDAS DAQ. Система сбора данных обрабатывает данные из 1296 калориметрических каналов, 3 станций строу-трекеров и вспомогательных детекторов (например, счётчики входящих мюонов). Суммарный объём данных эксперимента оценивается в 2 ПБ.

## Коллаборация
В эксперименте участвуют следующие университеты, лаборатории и компании:
Университеты
- Бостонский университет
- Корнеллский университет
- Университет Джеймса Мэдисона[англ.]
- Майнцский университет
- Иллинойсский университет в Урбане-Шампейне
- Университет Кентукки
- Ливерпульский университет
- Ланкастерский университет
- Университетский колледж Лондона
- Манчестерский университет
- Массачусетский университет[англ.]
- Университет штата Мичиган
- Университет Мичигана
- Университет Миссисипи
- Университет Молизе[англ.]
- Северный центральный колледж[англ.]
- Регисский университет[англ.]
- Шанхайский университет транспорта
- Технический университет Дрездена
- Университет Удине
- Университет Вирджинии
- Вашингтонский университет

Лаборатории
- Аргоннская национальная лаборатория
- Брукхейвенская национальная лаборатория
- Фермилаб
- Институт ядерной физики имени Г. И. Будкера СО РАН
- INFN, Sezione di Napoli
- INFN, Sezione di Pisa
- INFN, Sezione di Roma Tor Vergata
- INFN, Sezione di Trieste
- Объединенный институт ядерных исследований, Дубна
- Национальная лаборатория Фраскати[англ.]
- Институт фундаментальных наук, Южная Корея